# チョームトーン区
チョームトーン区（チョームトーンく、タイ語: เขตจอมทอง）は、タイ王国バンコク都の行政区の一つ。
この行政区は、時計回りに、パーシーチャルーン区、トンブリー、ラートブーラナ区、トゥンクル区、バーンクンティアン区、バーンボーン区の6つの行政区に接している。

## 歴史
1989年11月9日までバーンクンティアン区の一部であった。
1997年10月14日にバンコク都の区が36から50に変更されたとき、ラートブーラナ区とトンブリー区の一部が編入された。

## 建物
- ワット・ラーチャオーロサーラーム

## 交通
タイ国有鉄道
■マハーチャイ線 - クローントンサイ停車場・チョームトーン停車場・ワットサイ停車場・ワット・シン駅